# Nathan Astle
Nathan Astle (nacido el 15 de septiembre de 1971) es un exjugador de críquet de Nueva Zelanda. Tiene dos récords: anotar el doble cien más rápido en Test Cricket y el segundo puntaje individual más alto en la cuarta entrada de un partido de Test Cricket. El Cricket Almanack de Nueva Zelanda nombró a Astle el "Jugador del año" en tres ocasiones: 1995, 1996 y 2002. También fue nombrado "Bateador internacional del año de un día" de Nueva Zelanda en 2006. En los honores del cumpleaños de la reina de 2007, Astle fue nombrado miembro de la Orden del Mérito de Nueva Zelanda, por sus servicios al cricket.

## Trayectoria deportiva
Astle ha jugado County Cricket en Inglaterra para Derbyshire, Durham y Nottinghamshire, y para Canterbury en Nueva Zelanda. También fue un futbolista que representó a los Rangers A.F.C. y bueno en las carreras de autos. Astle hizo su debut en One Day International contra West Indies el 22 de enero de 1995. El 13 de enero de 1996, hizo su debut en Test Cricket para Nueva Zelanda contra Zimbabue. Astle hizo su debut en Twenty2o contra Sudáfrica el 21 de octubre de 2005. En enero de 2007, Astle anuncia su retiro de International Cricket.